# ONE PIECE キャラソンカーニバル!!
『ONE PIECE キャラソンカーニバル!!』（ワンピース キャラソンカーニバル）は、テレビアニメ『ONE PIECE』のアルバム。2005年2月2日にavex modeから発売された。

## 概要
テレビアニメ『ONE PIECE』のキャラクターソングアルバム。キャラクターソロシングルやその他シングルCDでリリースされた楽曲と声優のコメントが収録されている。
CDジャケットには、モンキー・D・ルフィ・ロロノア・ゾロ・ナミ・ウソップ・サンジ・トニートニー・チョッパー・ニコ・ロビンが描かれており、ボーナストラックとしてテレビアニメの各キャラクターのアイキャッチ音楽が収録されている。

## 収録曲
Disc1
1. We are HERE! [3:28]
歌：モンキー・D・ルフィ（田中真弓）
作詞：藤林聖子、作曲：松尾早人、編曲：松尾早人
2. Eyes of ZORO [3:53]
歌：ロロノア・ゾロ（中井和哉）
作詞：藤林聖子、作曲：田中公平、編曲：岸村正実
3. between the wind [3:59]
歌：ナミ（岡村明美）
作詞：藤林聖子、作曲：田中公平、編曲：岩崎文紀
4. ウソップの花道 [3:01]
歌：ウソップ（山口勝平）
作詞：藤林聖子、作曲：田中公平、編曲：多田彰文
5. ムーランルージュ [5:06]
歌:サンジ（平田広明）
作詞：藤林聖子、作曲：田中公平、編曲：浜口史郎
6. Jungle fever〜海賊の海賊による海賊のための感謝祭 [4:44]
歌：7人の麦わら海賊団（田中真弓、中井和哉、岡村明美、平田広明、山口勝平、大谷育江、山口由里子）
作詞：藤林聖子、作詞：田中公平、編曲：岩崎文紀
7. 世界一の男と呼ばれるために [3:36]
歌：ロロノア・ゾロ（中井和哉）、ウソップ（山口勝平）、サンジ（平田広明）
作詞：藤林聖子、作曲：亀山耕一郎、編曲：米川英之
8. アラバスタの砂、オアシスの滴 [5:29]
歌：ネフェルタリ・ビビ（渡辺美佐）
作詞：藤林聖子、作曲・編曲：渡邉美佳
9. Oh come my way [3:31]
歌：Mr.2・ボン・クレー（矢尾一樹）
作詞：尾田栄一郎、作曲：貴三優大、編曲：まるおみのる
10. ダキシメテ [4:19]
歌：トニートニー・チョッパー（大谷育江）
作詞：藤林聖子、作曲：田中公平、編曲：松尾早人
11. my real life [5:16]
歌：ニコ・ロビン（山口由里子）
作詞：藤林聖子、作曲：田中公平、編曲：岸村正実
12. wish upon a star [3:53]
歌：ネフェルタリ・ビビ（渡辺美佐）
作詞：藤林聖子、作曲：田中公平、編曲：根岸貴幸

Disc2
1. ウィーアー!〜7人の麦わら海賊団篇 [4:18]
歌：7人の麦わら海賊団（田中真弓、中井和哉、岡村明美、平田広明、山口勝平、大谷育江、山口由里子）
作詞：藤林聖子、作曲：田中公平、編曲：根岸貴幸
2. Every-one Peace! [4:25]
歌：モンキー・D・ルフィ（田中真弓）
作詞：藤林聖子、作曲：田中公平、編曲：根岸貴幸
3. Hurricane girls [4:04]
歌：ナミ（岡村明美）、ロビン（山口由里子）
作詞：藤林聖子、作曲・編曲：岩崎文紀
4. RESPECT! [4:08]
ルフィ（田中真弓）、ゾロ（中井和哉）、サンジ（平田広明）
作詞:藤林聖子、作曲:田中公平、編曲:丸尾稔
5. GIRLSに首ったけ [3:25]
歌：サンジ（平田広明）、ナミ（岡村明美）、ビビ（渡辺美佐）
作詞：藤林聖子、作曲・編曲：亀山耕一郎
6. サルあがりサルベージ [3:37]
歌：マシラ（田原アルノ）
作詞：藤林聖子、作曲：田中公平、編曲：澤口和彦
7. RUMBLE BALL 〜チョッパー七段変形〜 [2:48]
歌：トニートニー・チョッパー（大谷育江）
作詞：藤林聖子、作曲：田中公平、編曲：渡邉美佳
8. フレンズ [3:46]
歌:ウソップ（山口勝平）、チョッパー（大谷育江）
作詞:藤林聖子、作曲:田中公平、編曲:丸尾稔
9. プレゼント [2:55]
歌：トニートニー・チョッパー（大谷育江）
作詞：藤林聖子、作曲：田中公平、編曲：丸尾稔
10. Twinkle Twinkle 〜 チョッパーのクリスマスソング [5:01]
歌：トニートニー・チョッパー（大谷育江）
作詞：藤林聖子、作曲：田中公平、編曲：多田彰文
11. 歌え!クリスマス 〜 ジングルベル [3:17]
歌：麦わら海賊団（田中真弓、中井和哉、岡村明美、平田広明、山口勝平、大谷育江、山口由里子）
作詞：藤林聖子、作曲：ジェームズ・ピアポント、編曲：丸尾稔
12. Family 〜7人の麦わら海賊団篇〜 [3:58]
歌：麦わら海賊団（田中真弓、中井和哉、岡村明美、平田広明、山口勝平、大谷育江、山口由里子）
作詞：藤林聖子、作曲：田中公平、編曲：鶴由雄
13. ワンピース アイキャッチ音楽 ルフィ [0:11]
14. ワンピース アイキャッチ音楽 ゾロ [0:12]
15. ワンピース アイキャッチ音楽 ナミ [0:11]
16. ワンピース アイキャッチ音楽 ウソップ [0:11]
17. ワンピース アイキャッチ音楽 サンジ [0:11]
18. ワンピース アイキャッチ音楽 チョッパー [0:13]
19. ワンピース アイキャッチ音楽 ニコ・ロビン [0:12]

## タイアップ
| 曲名   | タイアップ                                                        |
| ------ | ----------------------------------------------------------------- |
| Family | プレイステーションソフト『ONE PIECE オーシャンズドリーム!』主題歌 |